# Фернандо Пейротео
Ферна́нду Бапти́шта де Се́йшаш Пейро́теу де Вашконсе́луш (на португалски: Fernando Baptista de Seixas Peyroteo de Vasconcelos; 10 март 1918, Умпата, Португалска Западна Африка — 28 ноември 1978, Лисабон, Португалия) e португалски футболист, легендарен нападател на лисабонския «Спортинг (Лисабон)» и голмайстор №1 в историята на Португалския шампионат.

## Успехи

### Отборни
- Шампион на Първа дивизия (5): 1940/41, 1943/44, 1946/47, 1947/48, 1948/49.
- Hосител на Купата на Португалия (5): 1938, 1941, 1945, 1946, 1948.

### Лични
- Голмайстор №1 на Португалския шампионат (6): 1938, 1940, 1941, 1946, 1947, 1949
- Голмайстор №1 в историята на Португалския шампионат: 332 гола
- Голмайстор №1 в историята на лисабонския „Спортинг (Лисабон)“: 544 гола
- Рекордьор в Португалия по количество голове в один мач: 9 гола в мач от сезон 1941/42 срещу „Леса“ – 14:0.
- Рекордьор на лисабонския „Спортинг“ по количество голове в един сезон: 57 гола
- Вкарал пет гола подред в один мач против „Витория (Гимараеш)“.
- Футболистът с най-голямо количество голове за мач в сборной Португалии: изиграл 20 срещи и вкарал 14 голов което е средно 0,7 гола за мач.
- Вкарал най-мого голове във вратата на „Бенфика (Лисабон)“: 64 гола в 55 срещи, или средно по 1,2 гола за мач.
- Вкарал най-много голове във вратата на „Порто“: 33 гола в 32 срещи, или средно 1,02 гола за мач.
- В официални мачове е вкарал 38 хеттрика, 18 покера, 9 пента-трика, 4 хекса-трика, а също така е вкарвал по веднъж и 8 и 9 гола.